# Extremofil

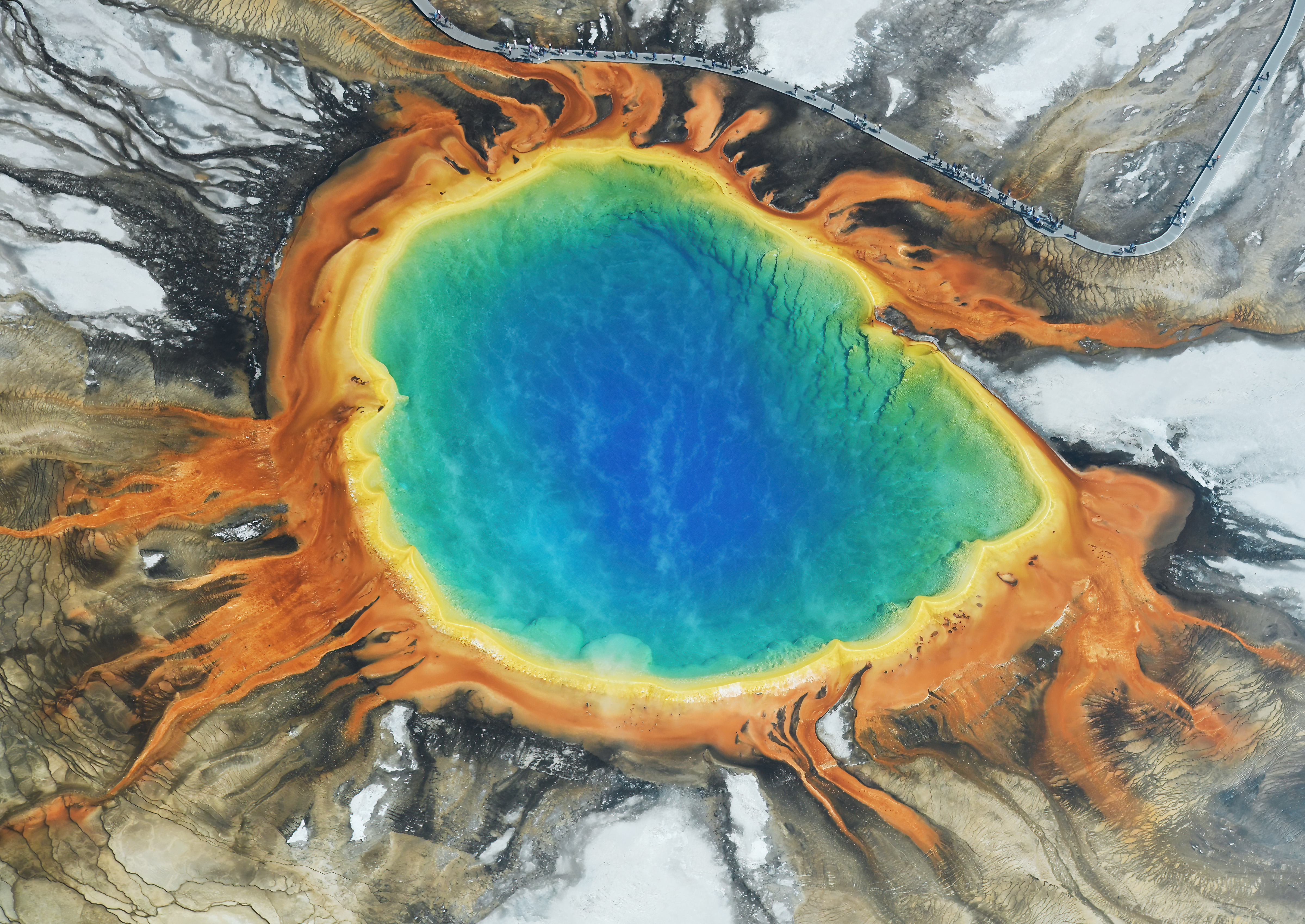
Hypertermofila organismer färgar en varm källa i Yellowstone nationalpark i bjärta färger.

Extremofiler (engelska "extremophile", från Latin extremus, "extrem" och grekiska philia (φιλία), "kärlek") är organismer som utmärker sig på så sätt att de lever eller överlever under extrema livsförhållanden som generellt är skadliga för livet på jorden. De kan till exempel klara sig i extremt kalla, torra, salta eller varma miljöer. Ofta handlar det om encelliga organismer såsom arkéer och bakterier. Däremot kan organismer som lever i mer moderata miljöer betecknas mesofiler eller neutrofiler. Några typer av superbakterier har specialiserat sig på att äta oorganiska ämnen och kan därmed livnära sig på extremt näringsfattiga ämnen såsom vissa metaller, exempelvis järn.
Under 1980- och 1990-talen fann biologer att mikrobiellt liv har en fantastisk flexibilitet att kunna överleva i extrema miljöer - nischer som är utomordentligt varma, eller sura - miljöer som skulle vara helt ogästvänliga för komplexa organismer. Vissa forskare drar även slutsatsen att livet kan ha börjat på jorden i hydrotermiska skorstenar långt under havets yta. Enligt astrofysikern Dr Steinn Sigurdsson finns det "livskraftiga bakteriesporer som har hittats på jorden, och som är 40 miljoner år gamla - och vi vet att de är mycket härdade mot strålning." Den 6 februari 2013, rapporterade forskare att bakterier hittades levandes i en kall och mörk miljö på botten i en sjö 800 meter under isen i Antarktis. Den 17 mars 2013 rapporterade forskare uppgifter som antydde att mikrobiella livsformer frodas i Marianergraven, den djupaste punkten under havsytan. Andra forskare rapporterade relaterade studier om att mikrober trivs inuti stenar upp till 580 meter under havsbotten under 2,6 kilometer hav utanför nordvästra USA. En av forskarna har uttalat: "Du kan hitta mikrober överallt - de är extremt anpassningsbara till förhållanden och överlever var de än är."
De mest kända extremofilerna är mikrober. Domänen arkéerna innehåller kända exempel, men extremofiler finns i ett stort antal olika genetiska släktlinjer av bakterier och arkéer. Dessutom är det felaktigt att använda termen extremofil för att omfatta alla arkéer, eftersom vissa är mesofiler. Inte heller är alla extremofiler encelliga, protostoma djur som finns i liknande miljöer inkluderar Pompeji masken, de psykrofila Syrsborstsvansar (insekter), antarktisk krill (ett kräftdjur) och björndjur (trögkrypare).

## Typer
Det finns många typer av extremofiler som sträcker sig över hela världen, var och en motsvarar hur dess miljömässiga nisch skiljer sig från mesofila förhållanden. Dessa klassificeringar är inte exklusiva. Många extremofiler faller under flera kategorier och kallas polyextremofiler, till exempel organismer som lever inuti varma stenar djupt under jordytan och som är termofila och barofila såsom Thermococcus barophilus. En polyextremofil som bor på toppen av ett berg i Atacamaöknen kan vara en radioresistent xerofil, en psykrofil och en oligotrof. Polyextremofiler är väl kända för sin förmåga att tåla både höga och låga pH-nivåer.
AcidofilEn organism med optimal tillväxt vid pH-nivåer av 3 eller lägre.
AlkalofilEn organism med optimal tillväxt vid pH-nivåer av 9 eller högre.
AnaerobEn organism som inte kräver syre för tillväxt. Två subtyper finns: fakultativ anaerob och obligat anaerob. Fakultativ anaerob kan tolerera anaerob och aerob tillstånd, men en obligat anaerob skulle dö i närvaro av även spårmängder av syre.
BarofilEn organism som lever optimalt vid högt hydrostatiskt tryck, vanligt långt nere under ytan, liksom i djuphavsgravar.
Endolit/KryptoendolitEn organism som lever i mikroskopiska utrymmen inom stenar, såsom porer mellan aggregerade korn.
HalofilEn organism som kräver minst 0,2M koncentrationer av salt (NaCl) för tillväxt.
HypertermofilEn organism som kan frodas vid temperaturer mellan 80 och 122°C, såsom de som finns i hydrotermiska system.
HypolitEn organism som lever under stenar i kalla öknar.
LitoautotrofEn organism (vanligtvis bakterier) vars enda kolkälla är koldioxid och exoterm oorganisk oxidation (chemolitotrofer), dessa organismer är kapabla att härleda energi från reducerade mineralföreningar, t.ex. pyrit, och är aktiva i geokemisk cykling och bortvittring av berggrunden för att bilda jord.
Metallotolerantkan tolerera höga halter av lösta tungmetaller, såsom koppar, kadmium, arsenik, och zink.
OligotrofEn organism med förmåga att växa i näringsmässigt begränsade miljöer.
OsmofilEn organism förmåga att växa i miljöer med hög sockerhalt.
PolyextremofilEn extremofil organism (latin/grekiska poly, "många") av flera kategorier.
Psykrofil/KryofilEn organism som kan överleva, frodas eller reproducera vid temperaturer -15°C eller lägre under längre perioder, vanliga i kall jord, permafrost, polaris, kallt havsvatten och i eller under alpina snötäcken.
RadioresistentOrganismer som är resistenta mot höga nivåer av joniserande strålning, oftast ultraviolett strålning, men även organismer som kan motstå radioaktiv strålning.
TermofilEn organism som kan frodas i temperaturer mellan 45 och 122°C.
XerofilEn organism som kan växa i extremt torra, uttorkande förhållanden, denna typ exemplifieras av jordmikrober i Atacamaöknen.

## Inom astrobiologi
Astrobiologi är det berörda området med bildande av teorier, såsom panspermi, om distribution, natur och framtid av liv i universum. Inom vilket mikrobiella ekologer, astronomer, planetariska forskare, geokemister, filosofer och upptäcktsresande samarbetar konstruktivt för att styra sökandet efter liv på andra planeter. Astrobiologer är särskilt intresserade av att studera extremofiler, eftersom många organismer av denna typ är i stånd att överleva i miljöer som liknar dem man vet finns på andra, relativt närliggande planeter. Till exempel kan Mars ha regioner djupt inne i sin underjordiska permafrost som kan ha endolita samhällen. Under vattenoceanens yta av Jupiters måne Europa kan liv finnas, särskilt på hypotetiska hydrotermiska skorstenar på havsbotten.
Ny forskning utförs på extremofiler i Japan involverande en mängd olika bakterier, inklusive Escherichia coli och Paracoccus denitrificans som objekt för villkor av extrem gravitation. Bakterierna odlades medan de roterades i en ultracentrifug vid höga hastigheter motsvarande 403.627 gånger "g" (normal tyngdaccelerationen). Paracoccus denitrificans var en av de bakterier som inte bara visade på överlevnad utan också på stark celltillväxt under dessa förhållanden av hyperacceleration som vanligtvis endast finns i kosmiska miljöer, till exempel på mycket massiva stjärnor eller i chockvågor av supernovor. Analys visade att den lilla storleken av prokaryota celler är avgörande för en framgångsrik tillväxt under hypergravitation. Forskningen har konsekvenser för möjligheten av panspermi.
Den 26 april 2012 rapporterade forskare att lavar överlevde och visade anmärkningsvärda resultat om anpassningskapacitet av fotosyntetisk aktivitet inom en simuleringstid på 34 dagar under planeten mars-liknande förhållanden i Mars Simulation Laboratory (MSL) som upprätthålls av den tyska Aerospace Center (DLR).

## Industriella användningsområden
Den termoalkalofila katalas, som initierar nedbrytningen av väteperoxid till syre och vatten, isolerades från en organism, Thermus brockianus, funnen i Yellowstone National Park av forskare från Idaho National Laboratory. Katalasen fungerar över ett temperaturområde från 30°C till över 94°C och ett pH-intervall från 6-10. Denna katalas är extremt stabil jämfört med andra katalaser vid höga temperaturer och pH. I en jämförande studie, uppvisade T. brockianus katalasen en halveringstid på 15 dagar vid 80°C och pH 10, medan en katalas härled från Aspergillus niger hade en halveringstid av 15 sekunder under samma betingelser. Katalasen kommer att ha tillämpningar för avlägsnande av väteperoxid i industriella processer såsom pappersblekning, textilblekning, livsmedel pastörisering, och ytdekontaminering av livsmedelsförpackningar.
DNA-modifierande enzymer, såsom Taq DNA-polymeras och vissa Bacillus enzymer används i klinisk diagnostik och stärkelsekondensering som produceras kommersiellt av flera bioteknikföretag.